# Přilba z Crosby Garrett

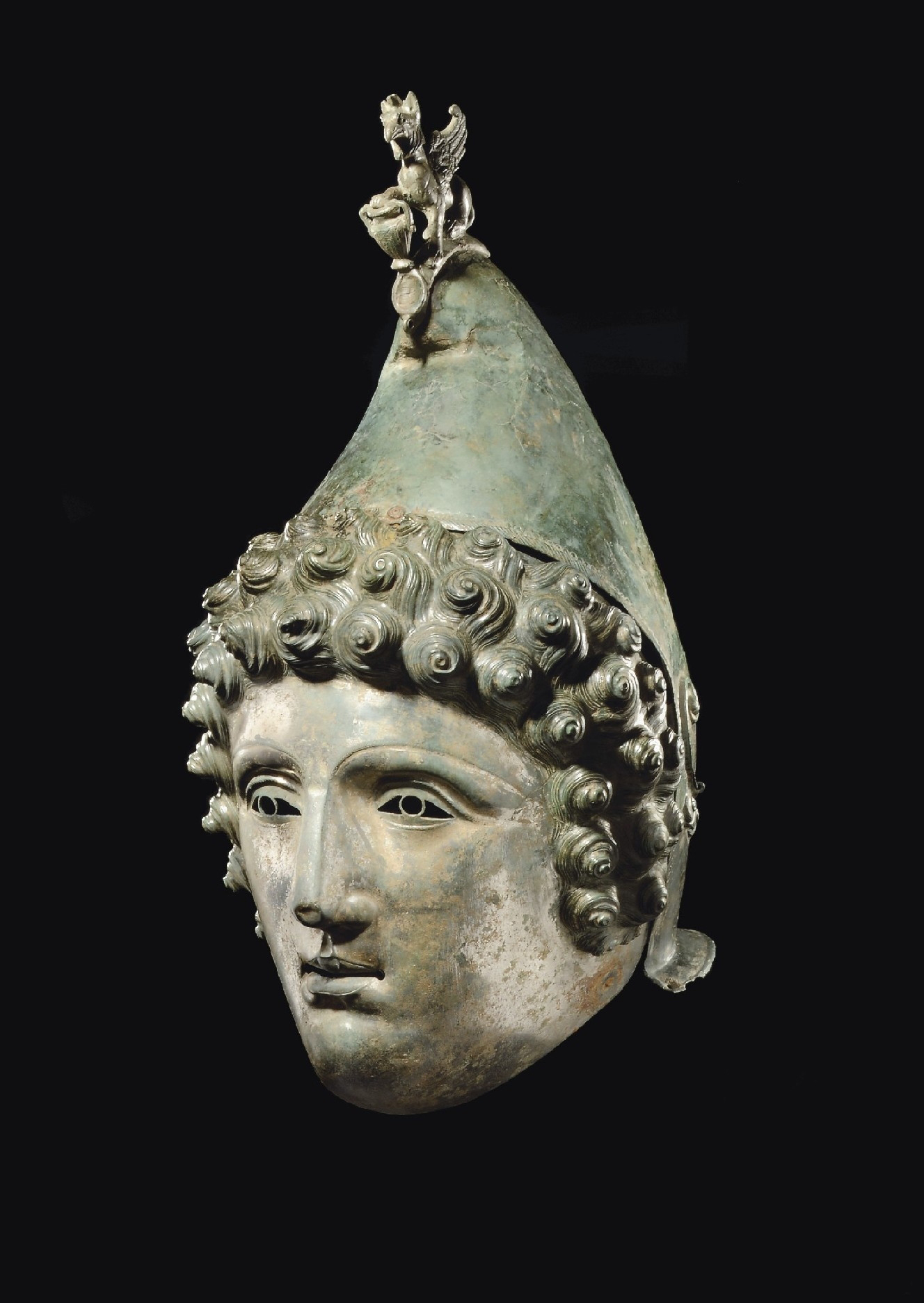
Helma z vesnice Crosby Garrett

Přilba z Crosby Garrett je římská jezdecká helma vyrobená ze slitiny mědi datovaná do konce 2. až počátku 3. století n. l. Byla objevena hledačem kovů poblíž vesnice Crosby Garrett v Cumbrii v Anglii v květnu 2010. Pozdější průzkum prokázal, že na lokalitě byla dříve římsko-britská zemědělská osada, která ležela několik kilometrů od římské silnice a pevnosti římské armády. Je možné, že původním majitelem přilby byl místní obyvatel, který dříve sloužil u římské jízdy.
Podle nálezové situace to vypadá, že přilba byla záměrně uložena ve struktuře z uměle navršených kamenů. Archeologové předpokládají, že helma byla používána spíše během slavnostních příležitostí než v bitvě, a v době, kdy byla uložena do země, mohla patřit již mezi starožitnosti. Je stejného typu jako přilba z Newsteadu, nalezená v roce 1905, a podobá se i helmě z Ribchesteru, která byla nalezena v roce 1796. Podobnost existuje i s helmou z Hallatonu, nalezenou v roce 2000, ačkoliv její obličejová část se více podobá helmám nalezeným v jižní Evropě.
Vrchní kurátor římsko-britských sbírek Britského muzea Ralph Jackson popsal helmu jako „nesmírně zajímavý a mimořádně důležitý nález, její obličejová maska je extrémně jemně tepaná a helma jako celek je tak výjimečná, že ve svých specifikách nemá obdoby. A patří k nálezům nejvyššího národního i mezinárodního významu“.
Dne 7. října 2010 byla helma prodána aukční síní Christie's za 2,3 milionu liber neznámému soukromému kupci. Koupit se ji pokusilo i Tullie House Museum and Art Gallery s podporou Britského muzea, ale bylo v aukci přeplaceno. Přilba od té doby byla několikrát veřejně vystavena. V roce 2012 byla například vystavena v Royal Academy of Arts a v roce 2014 v Britském muzeu.

## Popis

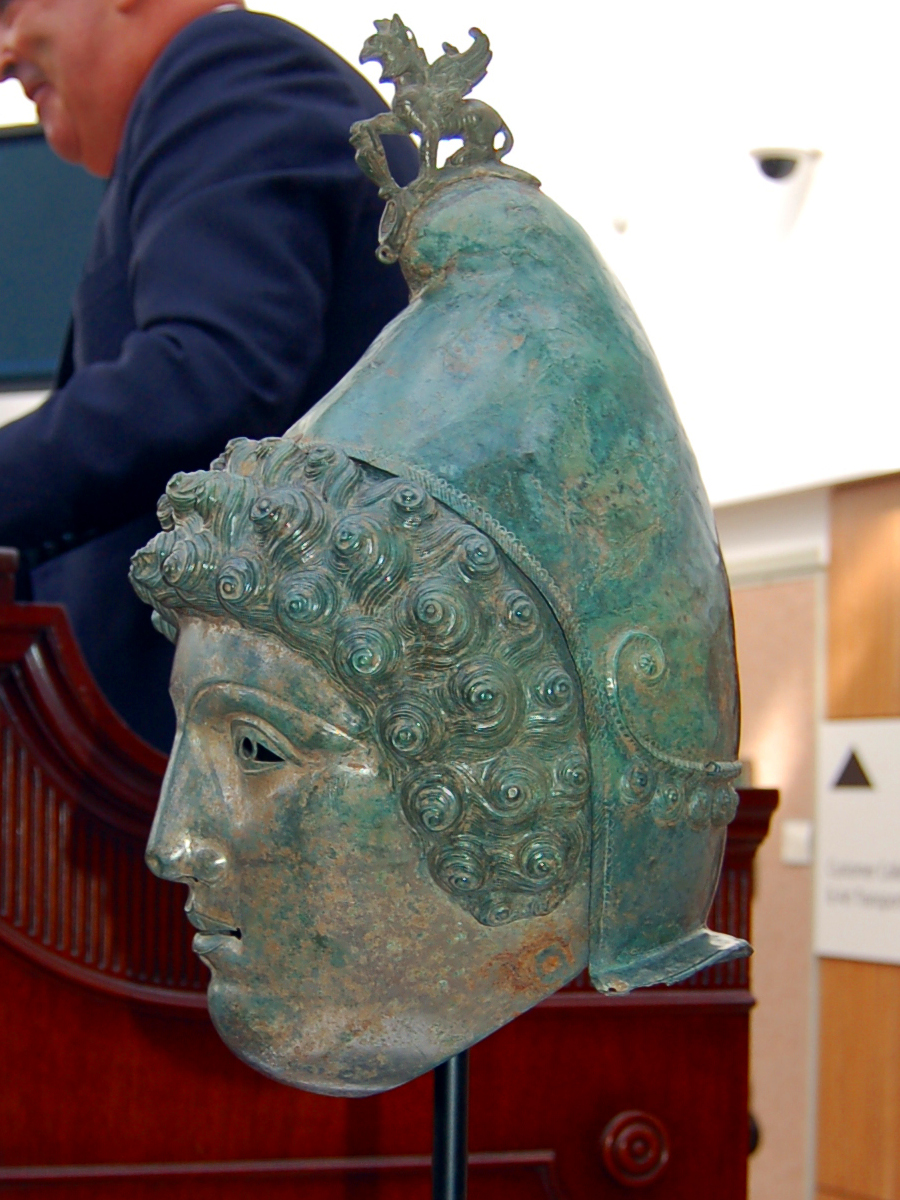
Boční pohled na přilbu

Přilba z Crosby Garrett je téměř zcela zachovalý exemplář dvoudílné římské jezdecké přilby. Hledí má podobu tváře mladého, hladce oholeného muže s kudrnatými vlasy. Hlavová část má tvar frygické čapky, na jejímž vrcholu je okřídlený gryf, který má jednu svou nohu zvednutou a opřenou o amforu. Hledí bylo k hlavové části původně připevněno pomocí závěsu. Železný čep závěsu se nedochoval, ale jeho přítomnost byla vyvozena z práškových usazenin se zbytky oxidu železa. Přilba držela na hlavě na místě pomocí koženého řemínku vedeného pod krkem, na obou stranách přilby připevněného k ozdobným nýtům. Na helmě se dochovaly stopy opotřebení způsobené opakovaným otevíráním a zavíráním hledí. Po blíže neurčitelné době byla helma opravena pomocí bronzového plechu, který byl přinýtován přes dvě poškození. V Británii byly nalezeny pouze dvě další přilby doplněné hledím, a to helma z Newsteadu a helma z Ribchesteru.
Přilba i hledí byly odlity ze slitiny tvořené 82 % mědi, 10 % zinku a 8 % cínu. Pravděpodobně tato slitina byla odvozena z roztavené šrotové mosazi s nízkým obsahem zinku s přidáním menšího množství cínu pro zlepšení jejích vlastností. Některé fragmenty nesou stopy bílého kovového povlaku, což naznačuje, že hledí bylo původně pocíněno, aby působilo jako stříbro. Gryf byl odlit z jiné slitiny, sestávající z 68 % mědi, 4 % zinku, 18 % cínu a 10 % olova. Podle použitého materiálu měla přilba původně měděně zlatavý nádech se stříbrným odstínem na hledí. Vznik helmy lze datovat do konce 2. nebo začátku 3. století n. l., a to na základě použití konkrétního typu zdobeného nýtu a některých dalších konstrukčních prvků, jako jsou například propíchnuté oči.
O symbolickém významu vzhledu helmy se vedly rozsáhlé diskuze. Gryf byl podle pověstí společníkem Nemesis, bohyně pomsty a osudu. Oba tak byli považováni za posly smrti a často byli spojováni s boji gladiátorů. Význam obličeje a hlavové části je méně jasně identifikovatelný. Návrhy sahaly od řeckého boha Attise a hrdiny Persea k římským bohům Mithrovi a Jupiteru Dolichenovi, až po obecnější vzhled východního Středomoří, který by možná mohl naznačovat trojskou identitu. Frygická čapka byla Římany často používána jako vizuální motiv představující Trojany. Podle další interpretace na základě frygické čapky je postava označována za Amazonku.

## Nález a restaurace

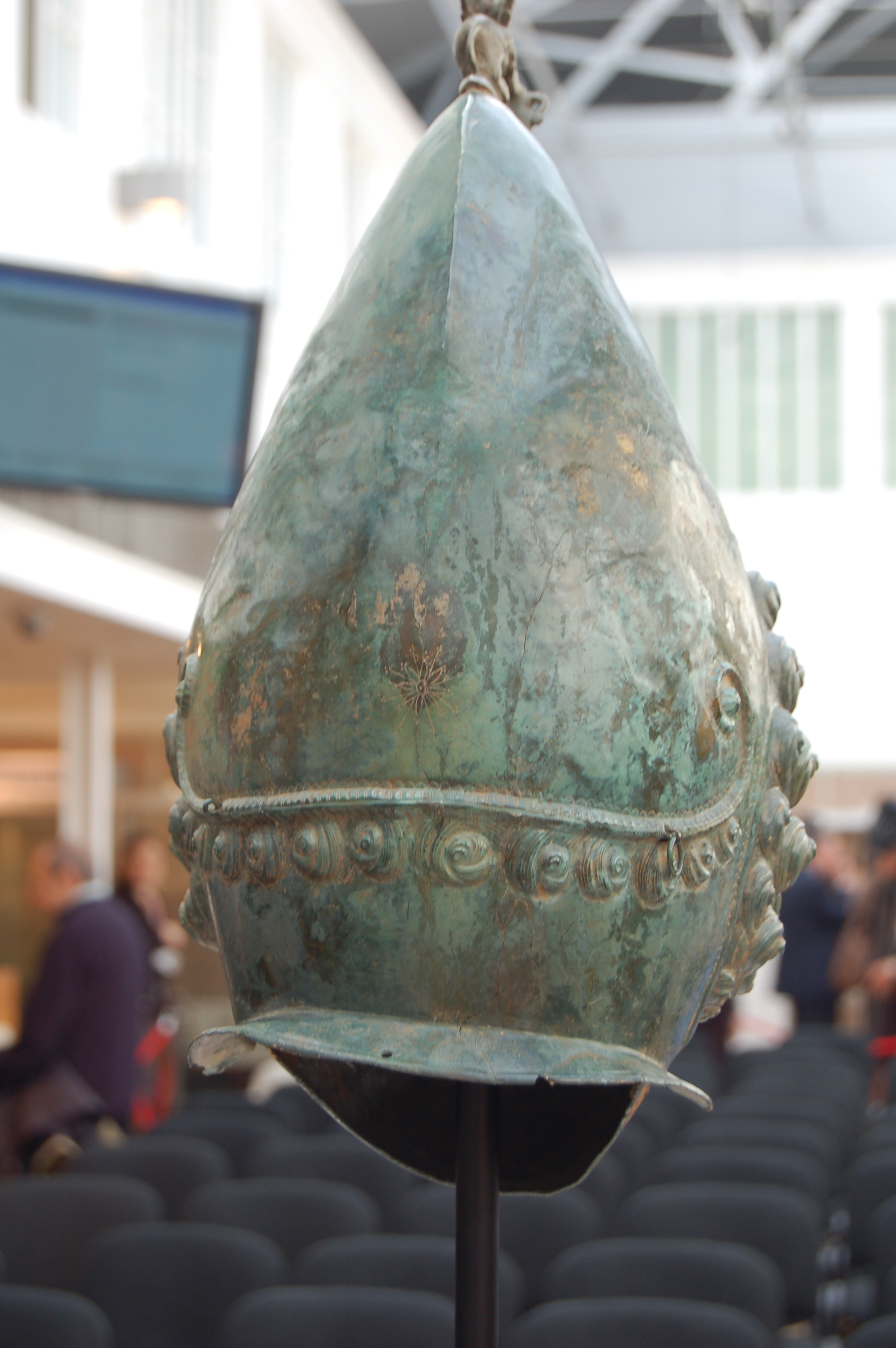
Pohled na přilbu zezadu

Přilba a hledí byly nalezeny v květnu v roce 2010 na pastvině patřící k farmě ve vlastnictví Erica Robinsona v Crosby Garrett v Cumbrii. Tato oblast byla strategicky umístěna na trase vedoucí k severní hranici římské Británie s územím kmene Carvetii. V této oblasti byla přítomna římská armáda a ve vzdálenosti přibližně 9 km severovýchodním směrem stála římská pomocná pevnost.
Po objevení přilby byla oblast kolem nálezu prozkoumána v rámci projektu sponzorovaného Tullie House Museum and Art Gallery a Portable Antiquities Scheme. Bylo odhaleno, že dříve rozeznané stopy v krajině patřily k rozsáhlému výběhu obklopeného příkopy. V tomto oploceném pozemku kdysi stály budovy. Ohrada, jejíž délka na jižní straně byla 500 m, kombinovala původní britské i římské metody opevnění. Zapuštěná oblast uvnitř vyhrazené oblasti možná sloužila jako výběh pro koně, zatímco doklady existence budov jsou v jeho severní části. Zbytky římsko-britských polních systémů v okolí ukazují, že oblast byla v té době obdělávaná a pozůstatky zvířat nalezené na místě naznačují, že místní obyvatelé chovali dobytek, včetně ovcí, koz a prasat. Přítomnost římské keramiky naznačuje, že obyvatelé přijali některé prvky římského životního stylu, ale místo mohlo být osídleno dlouho před příchodem Římanů. Archeologické důkazy z ohrazení ukazují, že místo mohlo být osídleno již v době bronzové, nejméně tisíc let před uložením přilby do půdy.
Přilba s hledím byla nalezena přibližně ve hloubce 25 cm na římse na dolním konci osady. Byla položena na dvou kamenných deskách na dně díry, která byla po jejím vložení opět zasypána. Na vrchol byl položen další kámen. Přilba byla nalezena ve 33 velkých fragmentech a 34 malých fragmentech. Hledí bylo z velké části neporušené a bylo položeno lícem dolů. Gryf se uvolnil a byl nalezen u přilby. Během samotného nálezu přilby nebyly objeveny další artefakty, ale během dodatečných vykopávek bylo nalezeno mnoho měděných a železných předmětů, korálek a dvě římské mince datované do období 330 až 337 n. l. Mince se nacházely v blízkosti kamenné konstrukce, ve které byla dříve nalezena přilba a mohly tak být pohřbeny současně.
Nálezce se nejprve domníval, že objevil ozdobu z viktoriánského období. Nakonec na základě aukčních katalogů a prohlížení internetu usoudil, že se jedná o římský artefakt. Úředníci z Portable Antiquities Scheme byli o nálezu informováni a spolu s nálezcem lokalitu navštívili. Aukční dvůr Christie's pověřil nezávislého konzervátora a restaurátora Darrena Bradburyho restaurováním helmy a hledí, aby mohla být nabídnuta k prodeji. Ačkoliv byl aukční dům požádán, aby byla z vědeckých důvodů práce na přilbě odložena, nebylo tomuto požadavku vyhověno. Pracovníci Britského muzea mohli helmu během restaurátorských prací prozkoumat a byla provedena rentgenová fluorescenční spektrometrie za účelem stanovení složení materiálu, z kterého byla vyrobena. Bradburymu restaurátorské práce zabraly přibližně 240 hodin a zahrnovaly opravu trhlin a děr pomocí pryskyřice a kyanoakrylátu, retušovaných tak, aby odpovídaly vzhledu okolního materiálu.

## Podobnosti a použití
Existuje řada dalších římských jezdeckých přileb s mnoha podobnostmi s tou z Crosby Garrett. Podle klasifikace H. Russella Robinsona patří hledí do jezdeckého sportovního typu C nebo podle klasifikace M. Kohlert do typu V. Podobné případy byly nalezeny na celém území bývalé Římské říše, a to od Británie po Sýrii. Je stejného typu jako přilba z Newsteadu nalezená v roce 1905 ve Skotsku. Její obličejové rysy se nejvíce podobají helmě, která byla nalezena v italské Nole a jež je vystavena v Britském muzeu. Vykreslování vlasů je podobné jako u helmy typu C nalezené v Bělehradě v Srbsku a datované do 2. století n. l. Figurka gryfa je jedinečná, i když podobná mohla původně být připevněna k hřebenu přilby z Ribchesteru, která byla v roce 1796 objevena v Lancashire. Hlavová část přilby z Crosby Garrett je unikátní. Existuje pouze jeden další nález přilby s hlavovou částí ve tvaru frygické čapky. Jedná se o fragmentární nález z Ostrova v Rumunsku. Přilba z Rumunska byla datována do druhé poloviny 2. století n. l.
Takovéto přilby se používaly při jezdeckých turnajích nazývaných hippika gymnasia, které se odehrávaly před římskými císaři a vojenskými veliteli. Koně i jezdci nosili bohatě zdobené oděvy, brnění a chocholy při předvádění jezdeckých schopností a oslavovali památné historické a legendární bitvy, jako například válku Řeků a Trojanů.
Bojová výstroj byla vydávána římskou armádou, které i nadále patřila a na konci služby musela být vrácena. Podle dochovaných dokladů to vypadá, že s jezdeckým vybavením určeným ke hrám se zacházelo odlišně, neboť si je vojáci pravděpodobně objednávali soukromě a za vlastní peníze. Přilby a hledí byly nalezeny v hrobech a v dalších kontextech daleko od vojenských posádek stejně jako byly nalezeny v pevnostech a v jejich blízkosti. Někdy, například v případě helmy z Guisboroughu, byly přilby pečlivě složeny a pohřbeny. Podle nizozemského historika Johana Nicolaye, který se zabýval „životním cyklem“ římského vojenského vybavení, si vysloužilí vojáci brali některé předměty s sebou domů jako připomínku své služby a občas se tyto předměty následně staly votivními oběťmi či byly pohřbeny s mrtvými.
Okolnosti, za jakých byla přilba z Crosby Garrett uložena jsou nejasné, ale následné vykopávky prokázaly, že byla uložena v konstrukci z kamenů, která byly záměrně postavena. Nebyla pohřbena na izolovaném místě, ale v dlouhodobě obydlené římsko-britské zemědělské osadě, která jasně přijala aspekty římské kultury. Vzhledem k blízkosti osady k římským vojenským lokalitám je možné, že někteří obyvatelé osady sloužili dříve u římské armády, která často nabírala do pomocných jednotek původní obyvatelstvo. S přihlédnutím ke stáří mincí, které se nalezly nedaleko, je možné že v době pohřbení byla přilba již cenou starožitností, která mohla být více než sto let stará. Před uložením byla záměrně rozlomena. Totožnost jejího majitele nebude nikdy známa, je ale možné, že jím byl obyvatel místní osady, který dříve sloužil u římské jízdy.

## Aukce a kontroverze kolem prodeje
Protože byl nález nahlášen v rámci systému Portable Antiquities Scheme, nebyl podle zákona Treasure Act z roku 1996 prohlášen za poklad, protože artefakty z jiných než vzácných kovů nejsou předmětem dotyčného zákona. Nálezce a majitel půdy tak mohli s nálezem nakládat podle vlastního uvážení. Objev byl veřejně oznámen aukčním domem Christie's v polovině září 2010. Helma se stala hlavní položkou jejich aukčního katalogu ze dne 7. října 2010. Hodnota přilby byla odhadnuta na 200 až 300 tisíc liber. Tullie House Museum and Art Gallery mělo za cíl přilbu koupit a ta se měla stát největším lákadlem nové galerie římské hranice, jejíž otevření bylo plánováno na rok 2011. Kampaň na získání přilby do muzea ihned oslovila řadu dárců. Do zahájení dražby mělo muzeum k dispozici 1,7 milionu liber. Před aukcí proběhla jednání s majitelem půdy a nálezcem s cílem dohodnout se na soukromém odkupu nálezu muzeem, ale jednání selhala. Nakonec v aukci uspěl anonymní britský rezident a sběratel výtvarného umění, který zaplatil více než 2,3 miliony liber. Výsledek dražby vyvolal veřejnou polemiku a došlo na výzvu, aby došlo ke změně zákona o pokladech.

## Veřejné vystavení přilby
Od svého prodeje v roce 2010 byla helma do roku 2017 čtyřikrát veřejně vystavena. Poprvé se tak stalo v roce 2012, kdy byla od 15. září do 9. prosince vystavena v Royal Academy of Arts v rámci výstavy věnující se bronzu. Od 1. listopadu 2013 do 26. ledna 2014 byla helma vystavena v Tullie House Museum and Art Gallery v Carlisle. Následně byla vystavena od 28. ledna do 27. dubna 2014 v Britském muzeu. Od dubna do září 2017 byla opět vystavena v Tullie House Museum and Art Gallery v rámci výstavy o Hadriánově jízdě.